# Солошек Максим Якович
Максим Якович Солошек (1903, село Слободище Бердичівського повіту Київської губернії, тепер Бердичівського району Житомирської області — 1985) — український радянський партійний діяч, 2-й секретар Одеського обкому КП(б)У.

## Біографія
Народився в родині робітника. У 1916 році закінчив чотири класи сільської школи в селі Слободищі, а у 1919 році закінчив трирічну Житомирську школу садівництва. У червні 1919 — червні 1921 р. — наймит у багатія Рачкінда в селі Слободищі. У 1920 році вступив до комсомолу.
У червні 1921 — грудні 1922 р. — курсант з підготовки середнього складу 55-х піхотних курсів РСЧА у місті Житомирі. У грудні 1922 — жовтні 1925 р. — ремонтний робітник залізниці на станції Демчин Південно-Західної залізниці.
У жовтні 1925 — листопаді 1927 р. — помічник командира взводу 300-го стрілецького полку в місті Бердичеві.
Член ВКП(б) з липня 1927 року.
У листопаді 1927 — травні 1928 р. — командир загону на шахті № 6 «Солена» у селищі Чистякове на Донбасі.
У травні — жовтні 1928 р. — слухач агітаційно-пропагандистських курсів при ЦК КП(б)У в місті Маріуполі.
У листопаді 1928 — квітні 1930 р. — завідувач відділу агітації і пропаганди шахтного партійного комітету, у квітні 1930 — жовтні 1932 р. — завідувач агітаційно-масового відділу Чистяковського міського комітету КП(б)У на Донбасі. У жовтні 1932 — грудні 1933 р. — відповідальний інструктор організаційно-інструкторського відділу Донецького обласного комітету КП(б)У в місті Сталіно.
У грудні 1933 — лютому 1935 р. — заступник начальника політичного відділу з партійно-масової роботи Савранської машинно-тракторної станції Одеської області. У лютому 1935 — червні 1937 р. — заступник з політичної частини директора Савранської машинно-тракторної станції Одеської області.
У червні 1937 — січні 1938 р. — 1-й секретар Благодатнівського районного комітету КП(б)У Одеської області.
У січні — лютому 1938 р. — завідувач сільськогосподарського відділу Одеського обласного комітету КП(б)У.
У лютому 1938 — травні 1938 р. — 2-й секретар Одеського обласного комітету КП(б)У.
Заарештований 20 травня 1938 року, виключений із ВКП(б).
У жовтні 1939 року засуджений на 5 років виправно-трудових таборів. У листопаді 1939 — квітні 1945 р. — бригадир, дорожній майстер виправно-трудового табору № 231, у квітні 1945 — квітні 1949 р. — старший дорожній майстер, виконувач обов'язків старшого інженера, начальник відділення залізниці, заступник начальника служби шляхів виправно-трудового табору № 231 (В'ятський виправно-трудовий табір) на станції Кай Уральської залізниці Кіровської області. Знову заарештований 14 квітня 1949 року і у червні 1949 року висланий на спецпоселення у Красноярський край.
У серпні 1949 — вересні 1950 р. — старший десятник, у вересні 1950 — січні 1951 р. — старший виконроб, у січні — вересні 1951 р. — технік дистанції шляху, у вересні 1951 — липні 1953 р. — старший дорожній майстер дистанції шляху виправно-трудового табору літер «ГР» (Північне управління виправно-трудових таборів і залізничного будівництва 503 МВС СРСР) у місті Ігарці Красноярського краю.
У липні 1953 — травні 1954 р. — пожежник, у травні — серпні 1954 р. — бригадир шляху Єрмаковської бази консервації будівництва 503 МВС СРСР у селищі Єрмаково Ігарського району Красноярського краю. У серпні 1954 — серпні 1956 р. — старший дорожній майстер із штучних споруд 3-ї дистанції шляху в селищі Заярську Братського району Іркутської області.
У лютому 1956 року реабілітований, а 16 жовтня 1956 року відновлений у членах КПРС.
У серпні 1956 — січні 1959 р. — заступник начальника 3-ї дистанції шляху в селищі Заярську Іркутської області. У січні 1959 — серпні 1960 р. — заступник начальника 16-ї дистанції шляху Східно-Сибірської залізниці в селищі Вихорєвці Братського району Іркутської області. У серпні 1960 — вересні 1964 р. — начальник відділу кадрів 22-ї дистанції шляху Східно-Сибірської залізниці в селищі Шестакове Нижньо-Ілимського району Іркутської області.
У вересні 1964 — червні 1966 р. — на пенсії в селищі Шестакове Іркутської області. У червні 1966 — травні 1969 р. — начальник відділу кадрів Коршуниха-Ангарської енергодільниці у місті Желєзногорськ-Ілимський Нижньо-Ілимського району Іркутської області.
З травня 1969 року — на пенсії у місті Торез Донецької області. Помер у травні 1985 року.